# Boven Westerdiep (1867)
Het Boven Westerdiep is een voormalig waterschap in de provincie Groningen.
Het schap lag binnen het gebied van het waterschap Westerdiep. Het lag dus voor de hand dat het in 1882 hierin op zou gaan.
Waterstaatkundig gezien ligt het gebied sinds 2000 binnen dat van het waterschap Hunze en Aa's.

## Naam
Het waterschap moet niet worden verward met het gelijknamige schap (1872 - 1886) binnen het Wildervankster Participantenverlaat.